# Changesbowie
Changesbowie es un álbum recopilatorio del músico y compositor británico David Bowie, lanzado por Rykodisc en 1990 en Estados Unidos y por EMI en el Reino Unido como reemplazo de ChangesOneBowie. Una versión doble LP, lanzado de forma simultánea, incluye "Starman" (después de "Space Oddity"), "Life on Mars?" (después de "The Jean Genie") y "Sound and Vision" (después de "Golden Years").
Aunque se ha criticado la portada por parecer una obra amateur, la recopilación llegó al puesto número uno de las listas británicas, por primera vez desde el álbum de 1984Tonight.

## Lista de canciones
Todas las canciones compuestas por David Bowie, excepto donde se indique lo contrario.
1. "Space Oddity" (de Space Oddity, 1969) – 5:16
2. "John, I'm Only Dancing" (de "John, I’m Only Dancing" sencillo Cara A, 1972) – 2:49
3. "Changes" (de Hunky Dory, 1971) – 3:36
4. "Ziggy Stardust" (de The Rise and Fall of Ziggy Stardust and the Spiders from Mars, 1972) – 3:13
5. "Suffragette City" (de The Rise and Fall of Ziggy Stardust and the Spiders from Mars, 1972) – 3:28
6. "The Jean Genie" (de Aladdin Sane, 1973) – 4:09
7. "Diamond Dogs" (de Diamond Dogs, 1974) – 6:06
8. "Rebel Rebel" (de Diamond Dogs, 1974) – 4:31
9. "Young Americans" (de Young Americans, 1975) – 5:13
10. "Fame '90" (Gass remezcla) (Bowie, Carlos Alomar, John Lennon) (de "Fame '90" CD sencillo, 1990) – 3:40
11. "Golden Years" (de Station to Station, 1976) – 4:01
12. "Heroes" (versión sencillo) (Bowie, Brian Eno) (de Cara A sencillo "Heroes", 1977) – 3:38
13. "Ashes to Ashes" (de Scary Monsters (and Super Creeps), 1980) – 4:25
14. "Fashion" (de Scary Monsters (and Super Creeps), 1980) – 4:49
15. "Let's Dance" (versión sencillo) (de "Let's Dance" Cara A sencillo, 1983) – 4:10
16. "China Girl"  (versión sencillo) (Bowie, Iggy Pop) (de Cara A sencillo "China Girl", 1983) – 4:17
17. "Modern Love" (versión sencillo)  (de Cara A sencillo "Modern Love", 1983) – 3:59
18. "Blue Jean" (de Tonight, 1984) – 3:10

## Lista

### Álbum
| Año  | Lista                       | Posición |
| ---- | --------------------------- | -------- |
| 1990 | Billboard 200               | 39       |
| 1990 | UK Album Chart              | 1        |
| 1990 | Lista de álbumes de Noruega | 16       |

### Sencillo
| Año  | Sencillo   | Lista                                        | Posición |
| ---- | ---------- | -------------------------------------------- | -------- |
| 1990 | "Fame '90" | Billboard Hot Dance Music/Maxi-Singles Sales | 14       |

## Certificaciones
| Organización          | Nivel   | Fecha               |
| --------------------- | ------- | ------------------- |
| BPI – Reino Unido     | Oro     | 1 de marzo de 1990  |
| BPI – UK              | Platino | 1 de marzo de 1990  |
| RIAA – Estados Unidos | Oro     | 15 de junio de 1990 |
| RIAA – Estados Unidos | Platio  | 29 de marzo de 1990 |